# Mülheimer Wohnungsbau
Die Mülheimer Wohnungsbau eG (MWB) ist eine Wohnungsbaugenossenschaft sowie ein Immobiliendienstleister mit Sitz in Mülheim an der Ruhr. Hervorgegangen ist sie aus einem 1898 ins Leben gerufenen Spar- und Bauverein evangelischer Bürger und Arbeiter. Heute bewirtschaftet MWB etwa 5.000 eigene Wohnungen und verwaltet zudem etwa 4.000 Fremdimmobilien. Rund 9.000 Menschen sind Mitglieder der Wohnungsgenossenschaft.

## Geschichte
Der Spar- und Bauverein evangelischer Bürger und Arbeiter wurde am 22. Juni 1898 unter der Führung von August Kirchberg gegründet. Wohnungsbestand und Mitgliederzahl wuchsen in drei Jahrzehnten stetig an.
Im Rahmen der von Adolf Hitler verordneten Gleichschaltung musste sich der Spar- und Bauverein 1942 mit der 1920 in Heißen gegründeten Spar- und Baugenossenschaft Eigenheim Mülheim zur Genossenschaft Mülheimer Wohnungsbau zusammenschließen. Der Zusammenschluss war Teil einer Welle von Zwangsfusionen, mit deren Hilfe die Nationalsozialisten im Rahmen ihrer Gleichschaltungspolitik regionale Monopolgenossenschaften formierten, die von ihren Parteimitgliedern und Vertrauensleuten geführt wurden.
Nach dem Zweiten Weltkrieg war es allgemein anerkannte Priorität, die Wohnungsnot zu beheben. Mit dem zweiten Wohnungsbaugesetz von 1956 wurden das Wohngeld und Bausparprämien eingeführt. Der Bauboom der 1950er Jahre führte 1951 auch zur vom Oberbürgermeister Heinrich Thöne initiierten Gründung der Sozialen Wohnungsbaugesellschaft (SWB), die bis 1966 in Personalunion von der MWB geführt wurde.
Von 1968 bis 1976 wuchs die Bilanzsumme der Mülheimer Wohnungsbaugenossenschaft von 48 auf 95 Millionen Mark. Allerdings folgte dem Bauboom schon in der zweiten Hälfte der 1970er Jahre unter dem Vorzeichen deutlich gestiegener Bau- und Grundstückspreise und gleichzeitig zurückgehender Einwohnerzahlen eine Phase der Stagnation. In den 1980er Jahren musste die Genossenschaft aufgrund fehlender Fördermittel der öffentlichen Hand auf Neubauprojekte verzichten und sich ganz auf die Modernisierung ihres Wohnungsbestandes konzentrieren. Die Genossenschaft investierte in den 1980er Jahren jedes Jahr mehrere Millionen Mark in die Modernisierung ihrer Wohnungen, um im Wettbewerb um die inzwischen wieder rückläufige Zahl von Einwohnern und Mietern bestehen zu können.
Am 1. Januar 1990 verloren gemeinnützige Wohnungsbauunternehmen in Deutschland ihre steuerbefreiende Gemeinnützigkeit, bekamen gleichzeitig aber auch mehr Spielraum für ihre Finanzplanung und Vertragsgestaltung. Obwohl die MWB für das Jahr 1991 noch einmal die Steuerbefreiung als reine Vermietungsgesellschaft in Anspruch nahm, optierte sie 1990 für die Steuerpflicht. 1994 gründete die Genossenschaft mit der Mülheimer Wohnungsbau-, Betreuungs- und Verwaltungsgesellschaft eine Gesellschaft mit beschränkter Haftung, in der die Bereiche gebündelt wurden, die über das Kerngeschäft der Genossenschaft hinausgingen und damit gewerbeertragsteuerpflichtig waren. Gleichzeitig passte die Genossenschaft ihre Strukturen den neuen Rahmenbedingungen an. Zu den Geschäftsfeldern ihrer 1994 neugegründeten Gesellschaften gehörten etwa der Kauf und Verkauf sowie die Erschließung unbebauter Grundstücke, das Bauen, Kaufen und Bewirtschaften unterschiedlichster Immobilien sowie die wirtschaftliche und technische Betreuung von Bauprojekten.
Vor allem das Fehlen preiswerter Mietwohnungen und die verstärkte Zuwanderung aus den Ländern des 1990 zusammengebrochenen Ostblocks sorgten Anfang der 1990er Jahre für eine verstärkte Wohnraumnachfrage. Als die MWB 1998 unter anderem mit 14 Mieterfesten und einer Ausstellung in der Sparkasse ihren 100. Geburtstag feiern konnten, wohnten rund 10.000 Mülheimer in ihren damals 4379 Wohnungen.
Im Jahr 2002 zog die Mülheimer Wohnungsbaugenossenschaft mit ihrer Hauptverwaltung aus dem längst viel zu klein gewordenen Hauptquartier an der Adolfstraße in ein von ihr selbst für 2,2 Millionen Euro umgebautes Büro- und Geschäftsgebäude an der Friedrich-Ebert-Straße und damit in den historischen Stadtkern Mülheims.

Einen von der Öffentlichkeit beachteten Akzent für den Wirtschaftsstandort Mülheim setzte die Genossenschaft, indem sie 2003 die ehemalige Firmenzentrale von Thyssen an der Wiesenstraße erwarb und umbaute. So konnte dort, wo einst die Brüder August und Josef Thyssen ihr Industrieimperium steuerten, 2005 das Haus der Mülheimer Wirtschaft eröffnet und zusammen mit der Wirtschaftsförderungsgesellschaft Mülheim & Business vermarktet werden. Heute arbeiten im Haus der Wirtschaft nicht nur die Mülheimer Wirtschaftsförderer, sondern auch junge Unternehmensgründer. Außerdem erzählt dort das Mülheimer Unternehmermuseum von den Pionieren der Mülheimer Wirtschaft. 

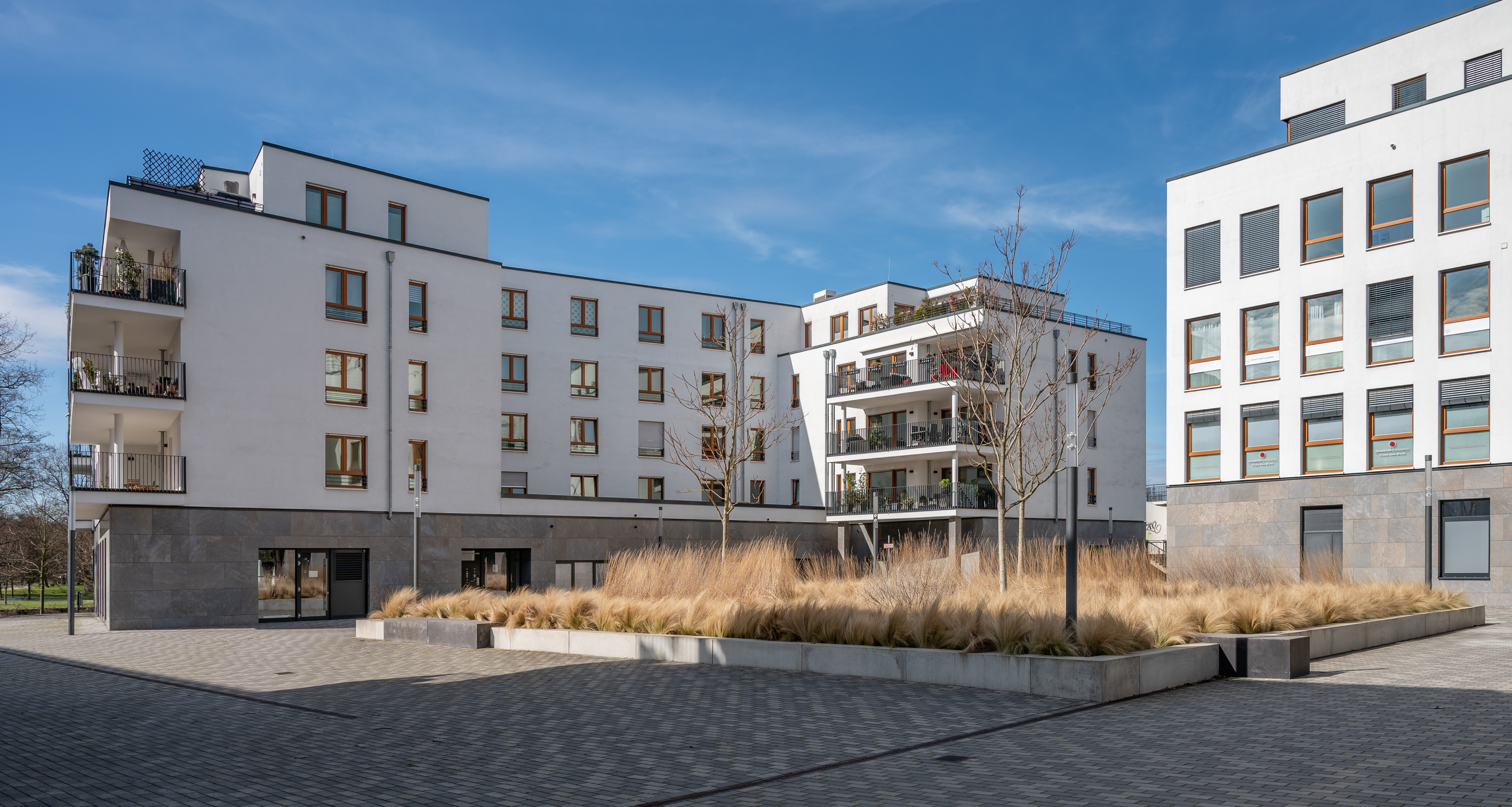
Teil des Ruhrquartiers mit Gewerbeflächen und Eigentumswohnungen

 Im Jahr 2003 startete in Mülheim an der Ruhr das strategische Stadtentwicklungsprojekt „Ruhrbania“ unter dem Motto „Stadt an den Fluss“. Ein zentraler Baustein dieser Strategie ist das Ruhrquartier gleich neben dem Mülheimer Rathaus: Das Projekt besteht aus drei klar gegliederten Baukörpern mit Eigentums- und Mietwohnungen sowie Gewerbe- und Gastronomieflächen und verbindet die Mülheimer Innenstadt mit der Ruhrpromenade.
Als Generalplanerin übernahm die MWB auch den Bau des im November 2012 an der Friedrichstraße eröffneten stationären Hospizes. Eine für die öffentliche Infrastruktur zentrale Baumaßnahme, die die Mülheimer Wohnungsbaugenossenschaft im Jahr 2011 zusammen mit der Sparkasse im Rahmen der 2006 gegründeten Projektentwicklungsgesellschaft SMW realisierte, war die Fertigstellung der Neuen Feuer- und Rettungswache auf dem ehemaligen Bundesbahngelände an der Duisburger Straße.

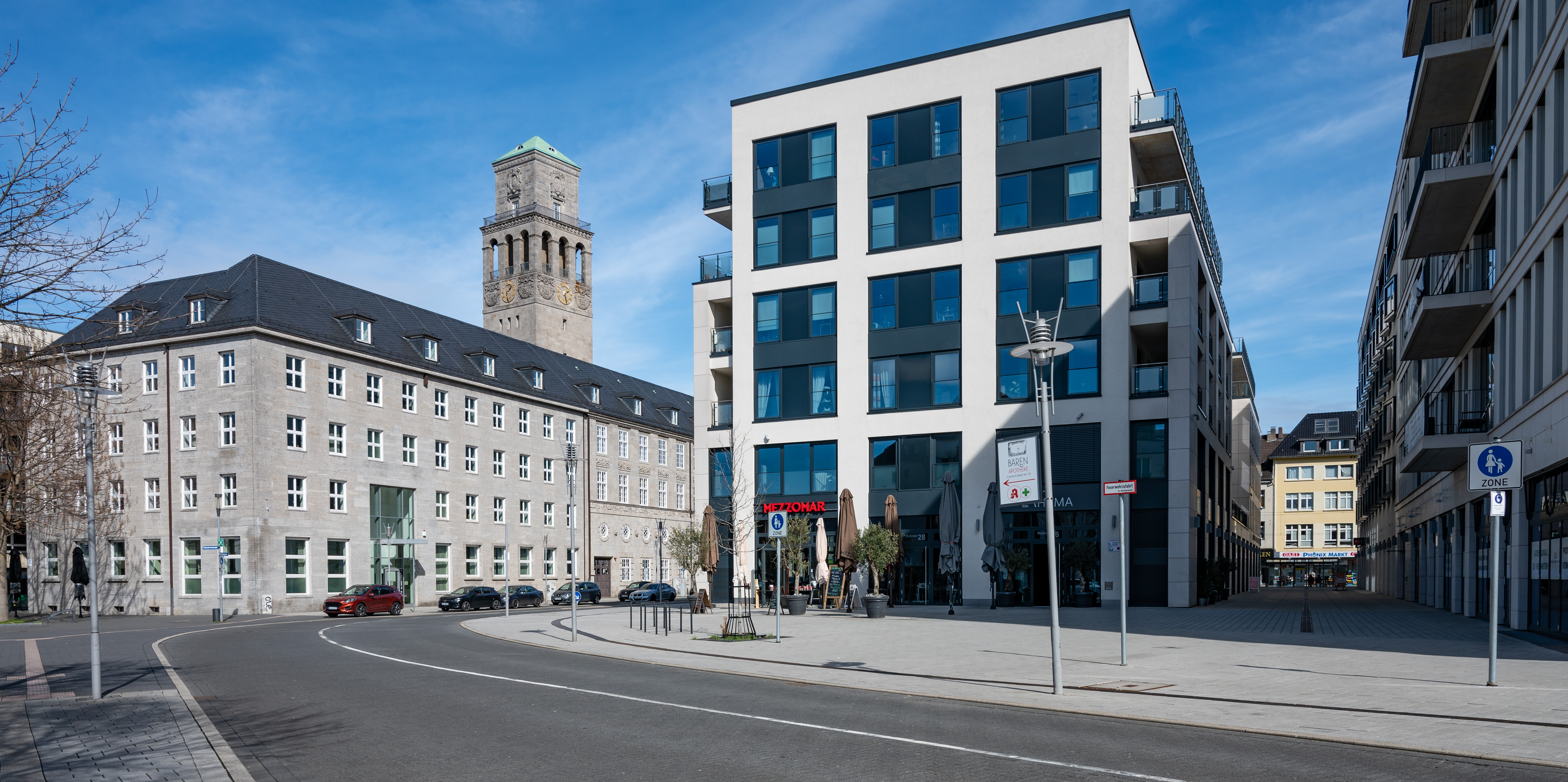
StadtQuartier Schloßstraße mit Rathaus und Rathausturm

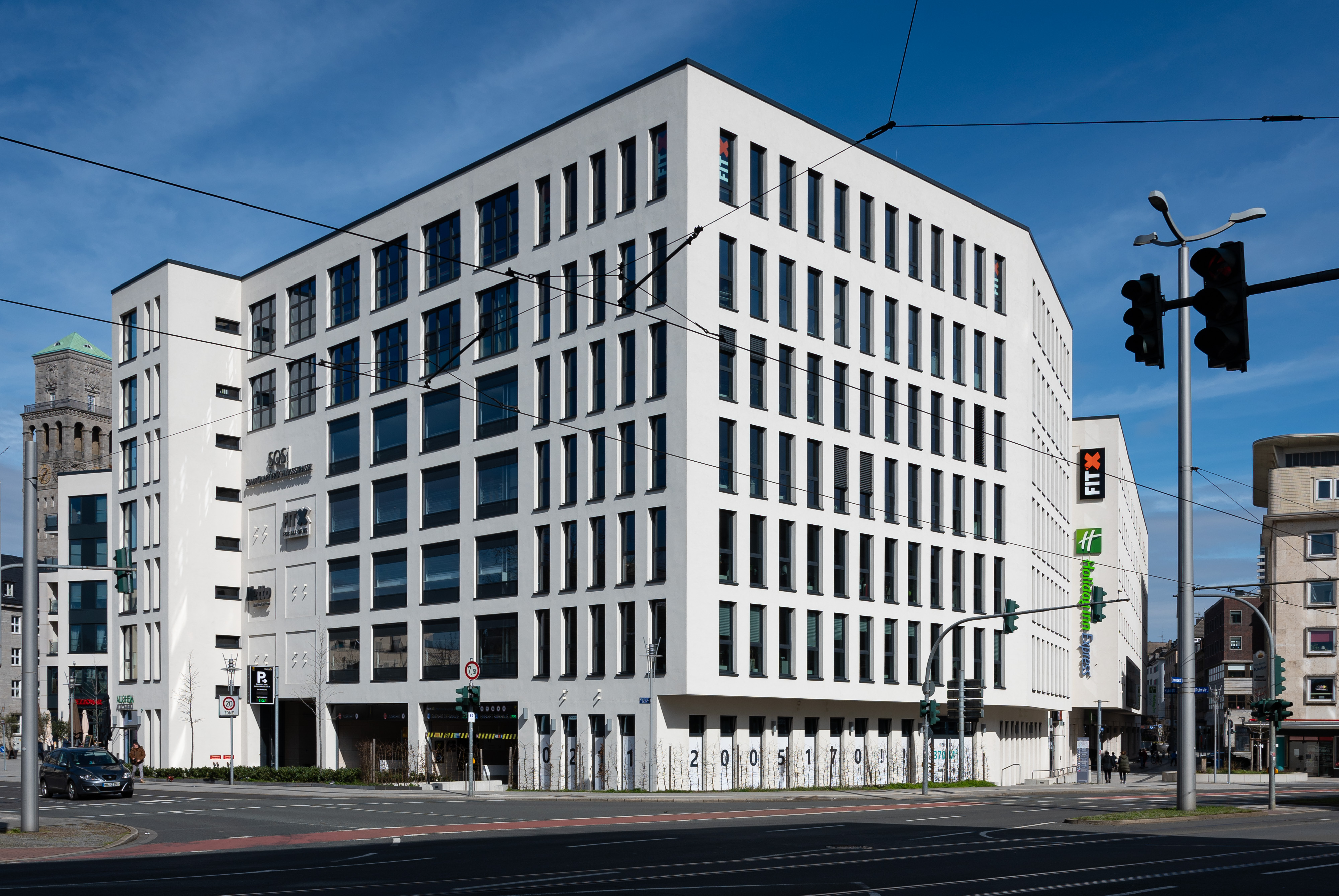
StadtQuartier Schloßstraße von Leineweberstraße fotografiert

Auf der Fläche des ehemaligen Kaufhof-Gebäudes entstand das StadtQuartier Schloßstraße mit einer Brutto-Geschoss-Fläche von rund 50.000 Quadratmetern, das die Mülheimer Wohnungsbaugenossenschaft zusammen mit ihren Partnern AIP und Fortress im Juni 2015 der Öffentlichkeit vorstellte. Das StadtQuartier entstand auf der Fläche des ehemaligen Kaufhof-Gebäudes. Die Fertigstellung erfolgte im Jahre 2019.
Einige der Gebäude im Besitz der MWB stehen inzwischen unter Denkmalschutz. Zum Beispiel die Wohnungen an der Karlsruher Straße in Mülheim-Speldorf.